# وتديات الأوراق
وتديات الأوراق (الاسم العلمي: Sphenophyllales)، وهي رتبة (تصنيف) منقرضة من النباتات الأرضية المتمفصلة، وهي شقيقة مجموعة الكنباثيات (ذيل الحصان) الحالية. تعود حفرياتها من العصر الديفوني وحتى العصر الثلاثي. كانت شائعة خلال أواخر عصر البنسلفاني وحتى البرمي المبكر، ومعظم أحافيرها جاءت من العصر الفحمي.